# Robert (football, 2005)
Pour les articles homonymes, voir Robert.
Robert Vinicius Rodrigues Silva dit Robert, né le 13 avril 2005 à Pirapora au Brésil, est un footballeur brésilien qui joue au poste d'ailier gauche au FC Copenhague.

## Biographie

### Cruzeiro EC
Né à Pirapora au Brésil, Robert est formé par le Cruzeiro EC. Le 25 mai 2021, il signe son premier contrat professionnel avec son club formateur.
Le 9 juin 2023, Robert prolonge son contrat avec Cruzeiro, étant désormais lié au club jusqu'en décembre 2027.
Il joue son premier match en professionnel le 8 juillet 2023, lors d'une rencontre de première division brésilienne contre le CR Vasco da Gama. Il entre en jeu et son équipe s'impose par un but à zéro.

### FC Copenhague
Le 6 août 2024, Robert rejoint le Danemark pour ce qui est sa première expérience en Europe, et signe avec le FC Copenhague sous la forme d'un prêt jusqu'à la fin de la saison. Le club dispose d'une option d'achat sur le joueur,.
Il joue son premier match sous ses nouvelles couleurs le 22 août 2024, à l'occasion d'une rencontre de Ligue Conférence 2024-2025 face au Kilmarnock FC. Il entre en jeu à la place d'Elias Achouri lors de cette rencontre remportée par son équipe par deux buts à zéro.